# Quito
Quito (kečuanski: Qui-To, što znači "mjesto u središtu svijeta") je glavni grad Ekvadora i pokrajine Pichincha, te političko, kulturno i financijsko središte države. 
Osnovali su ga Španjolci 1534. godine na mjestu starijeg Inka naselja Inga. Stara gradska jezgra izgrađena je u kolonijalnom stilu zbog koje je Quito (istovremeno s Krakovom u Poljskoj - Popis mjesta svjetske baštine u Europi) bio prvi grad koji je upisan na UNESCO-ov popis mjesta svjetske baštine u Amerikama još 1978. godine kao "najmanje izmijenjen španjolski kolonijalni grad iz 16. stoljeća u Novom svijetu". 

## Zemljopisne odlike
Quito se nalazi 25 kilometara južno od ekvatora, u malenoj dolini rijeke Guayllabamba u zapadnim Andama, na nadmorskoj visini od 2.850 metara, što ga čini drugim najvišim glavnim gradom na svijetu. On je drugi po veličini grad u Ekvadoru, poslije Guayaquila. Spomenik koji označava ekvator lokalni stanovnici zovu „središte zemlje“ (la mitad del mundo). Moderne četvrti se šire na istočnim obroncima stratovulkana Pichincha (visine 4.794 m) koji je posljednji put erumpirao 1999. godine.
Zahvaljujući nadmorskoj visini i položaju, klima u Quitu je umjerena do hladna, uglavnom konstantna tijekom cijele godine, s najvišom temperaturom od 21º Celzijusa. U Quitu postoje samo dva godišnja doba, ljeto (suho razdoblje) i zima (kišno razdoblje).

## Povijest
Arheološki nalazi su potvrdili kako je ovo područje bilo naseljeno još oko 900. pr. Kr. Još tada je imalo veliku važnost zbog strateškog položaja raškršća nekoliko trgovačkih putova i mjesto intenzivne trgovine.
Ime grada je izvedeno od naroda Quitu koji su naseljavali ovo područje mnogo prije španjolskog osvajanja. God. 1533., Sebastian Benalcazar je mirno osvojio svoj rodni grad koji je do tada bio prijestolnicom naroda Sejrisa i Inka, te je 1541. godine postao i prijestolnicom španjolske kolonije. San Francisco de Quito je ostao glavni grad pokrajine ili predsjedništva Quito do kraja španjolske kolonijalne vladavine. 
Franjevački red se prvi uspostavio u Quitu i odmah počeo graditi samostan koji je postao središte obrazovanja i umjetnosti sa svojom školom slikarstva i kiparstva. Uslijedili su augustinci, dominikanci i isusovci koji su svojim samostanima naknadno oblikovli izgled grada u baroknom stilu.
God. 1822. general Antonio José de Sucre je u Quitu prolasio neovisnost Ekvadora i grad je postao političko i gospodarsko središte sve do 20. stoljeća.
Grad je pretrpio više potresa od kojih je najveća šteta nastala 1797., 1859. i 1917. godine.

## Znamenitosti
Quito je izgrađen na neravnom terenu prosječenom s dva duboka klanca (quebradas), od kojih je jedan gotovo u potpunosti premošten kako bi se sačuvala pravilna mreža ulica i koristi se kao jarak koji vodi višak vode s ulica sve do doline Tumbaco. U gradu se nalazi 57 crkava.
Usprkos razarajućem potresu iz 1917. godine, Quito je najočuvanije i najmanje izmijenjeno povijesno središte Latinske Amerike. Samostani sv. Franje (San Francisco) i sv. Dominika (Santo Domingo), te crkva i isusovački kolegij La Compañía, svojim raskošnim interijerima su čisti primjer tzv. "Barokne škole Quita" koja je spoj španjolske, talijanske, maurske i flamanske umjetnosti s indijanskim domorodačkim utjecajima.
Na sjeveru Quita se nalazi park Ejido u novom gradu (Mariscal) gdje se nalazi i Nacionalni muzej, Ekvadorska banka i brojni restorani, a odakle vodi put na sjever do Međunarodne zračne luke Mariscal Sucre.
Od 2005. godine, zapadno od grada nalazi se i žičara s gondolama koja vodi do Telefériqa, jednog od vrhova Pichincha visine 4100 m. Odatle posjetitelji imaju jedinstven pogled na grad i cijelu dolinu.
- Predsjednička palača (Palacio de Carondelet)
- Crkva sv. Franje
- Crkva sv. Dominika
- Pročelje isusovačke crkve La Compañía
- Pročelje isusovačke crkve La Compañía
- Panorama Quita

## Gradovi prijatelji
Grad Quito je zbratimljen sa sljedećim gradovima:
| - Bogotá, Kolumbija - Brasilia, Brazil - Buenos Aires, Argentina - Caracas, Venezuela - Ciudad de México, Meksiko - Coral Gables, SAD - Dubái, UAE - Jeruzalem, Izrael | - Krakov, Poljska - La Paz, Bolivija - London, Ujedinjeno Kraljevstvo - Louisville, SAD - Madrid, Španjolska - Managua, Nikaragva - Montevideo, Urugvaj - Porto Alegre, Brazil | - Saint Paul, SAD - San Juan, Portoriko - Santo Domingo, Dominikanska Republika - Santiago de Cali, Kolumbija - Toronto, Kanada - Valparaíso, Čile - Vancouver, Kanada |

## Vanjske poveznice
- Informacije o gradu  Arhivirana inačica izvorne stranice od 28. prosinca 2011. (Wayback Machine) (njem.)
- Službena stranica grada  Arhivirana inačica izvorne stranice od 26. svibnja 2006. (Wayback Machine) (šp.)